# Allium aznavense
Allium aznavense — вид рослин з родини амарилісових (Amaryllidaceae); ендемік Ірану.

## Опис
Цибулини яйцюваті, завдовжки 1.5 см і ≈ 1 см у діаметрі. Стеблина циліндрична, пряма, гладка, завдовжки 30–40 см, діаметром 4–5 мм, зелена з тьмяним сивим нальотом. Листків 2 або 3, плоскі і більш жолобчасті, ніж кілясті, дуже вузько ланцетоподібні, 12–20 см завдовжки й у нижній половині до 6 мм завширшки, зелені з тьмяним сивим нальотом. Суцвіття від конічної до напівкруглої форми, пізніше майже круглої форми, помірно щільні й багатоквіткові, діаметром 3–4 см. Квітки чашоподібні. Листочки оцвітини яйцюваті, край верхньої частини вигнутий, кінчик тупий, завдовжки 4–4.5 мм, завширшки 2.5 мм (внутрішні) й 2 мм (зовнішні), білясті з помірно широкою зелено-коричневою серединною жилкою. Тичинкові нитки білі. Пиляки кармінові. Пилок сірувато-жовтий.

## Поширення
Ендемік Ірану.